# اليوم الدولي للحد من الكوارث
اليوم الدولي للحد من الكوارث هو حدث للأمم المتحدة، يُقام في 13 أكتوبر من كل عام، أقرته الجمعية العامة للأمم المتحدة في 21 ديسمبر 2009، ويهدف إلى التوعية بالأساليب التي يتبعها السكان والمجتمعات المحلية في العالم من أجل الحد من تعرضهم للكوارث الطبيعية، وكذلك الدعوة إلى التحوُّل من التركيز على رد الفعل بعد وقوع الكارثة إلى التركيز على الفعل قبل وقوعها، وذبك بدعم من منظمة اليونسكو.

## وصلات خارجية
- الموقع الرسمي.